# Клейсли, Генрих
Ге́нрих Кле́йсли (нем. Heinrich Kleisli, 19 октября, 1930 — 5 апреля 2011, Марли) — швейцарский математик, автор ряда работ по теории категорий, педагог. Экстраординарный профессор Оттавского университета (с 1960 по 1966 год), ординарный профессор (1967—2000), декан (1972—1973) факультета математики и естественных наук и вице-ректор (1975—1978) Фрибурского университета, президент Швейцарского математического общества (1966—1967).
В 1960 году получил учёную степень в Швейцарской высшей технической школе Цюриха, защитив под руководством Бено Экмана и Эрнста Шпекера диссертацию по гомотопии в абелевых категориях. В честь Клейсли назван ряд конструкций в теории категорий и информатике, включая категорию Клейсли и запросную систему Клейсли (Kleisli Query System — инструмент для интеграции гетерогенных баз данных, разработанный в университете Пенсильвании).